# The Seven

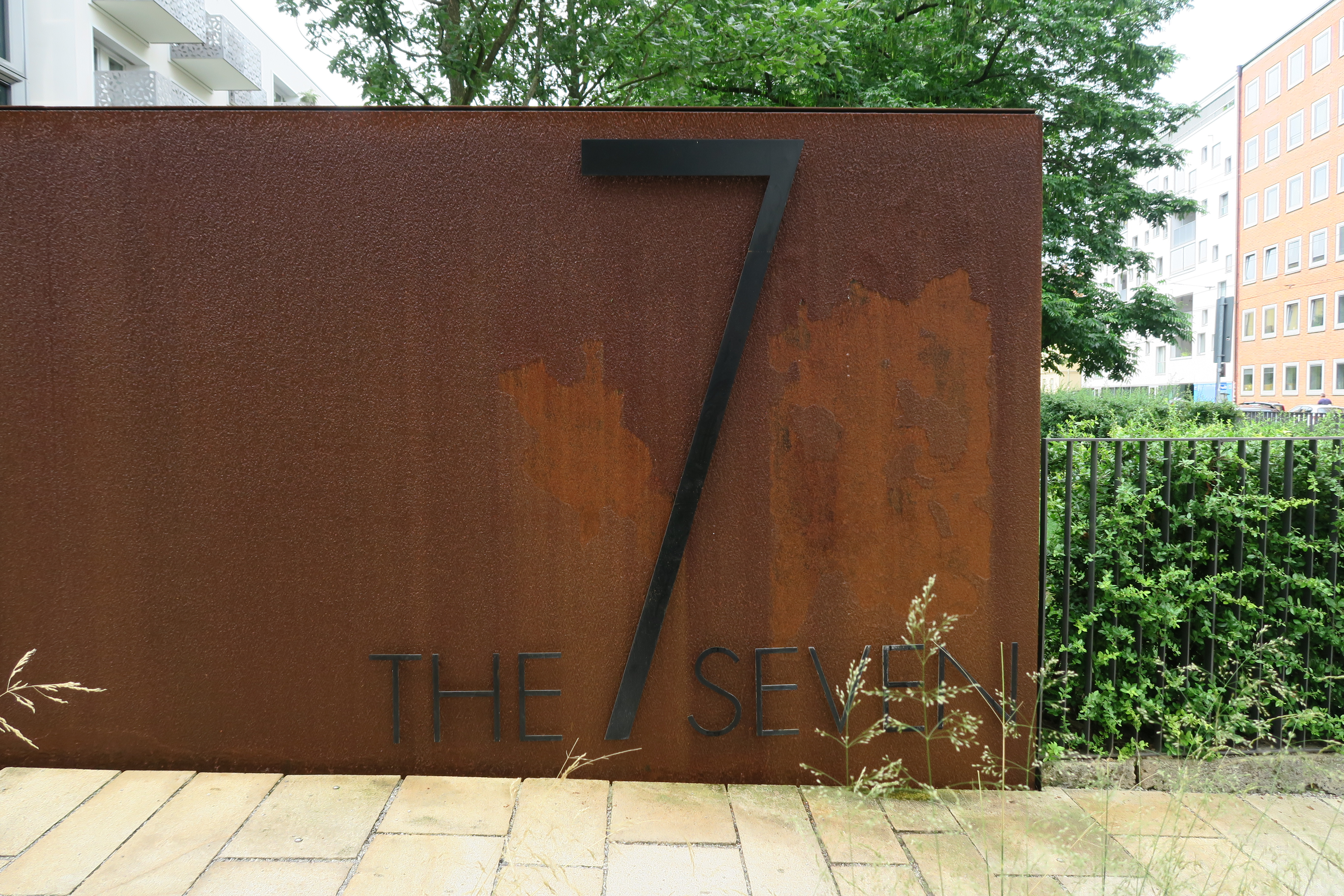
Hausnummer an der Müllerstraße 7

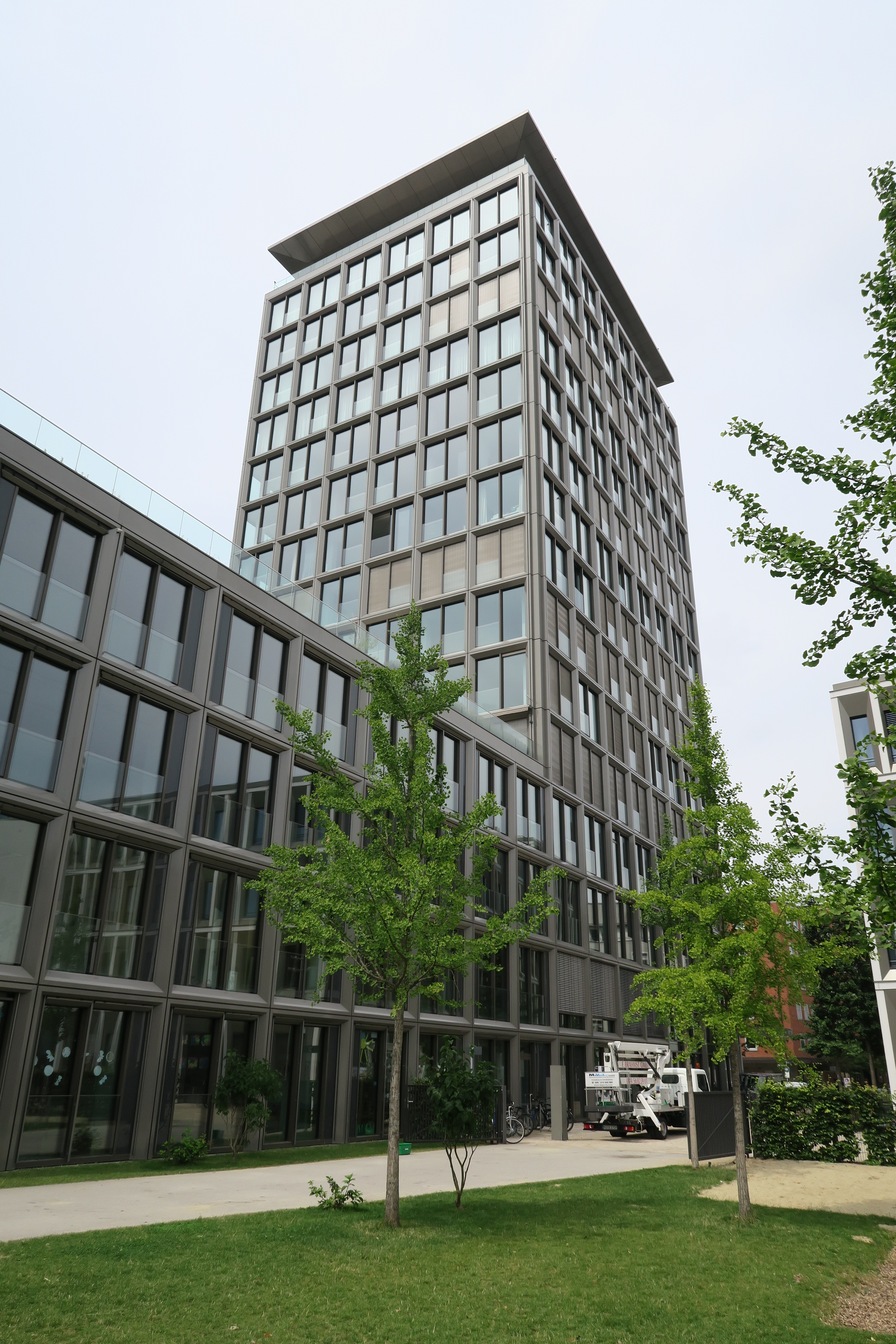
Fassade von The Seven

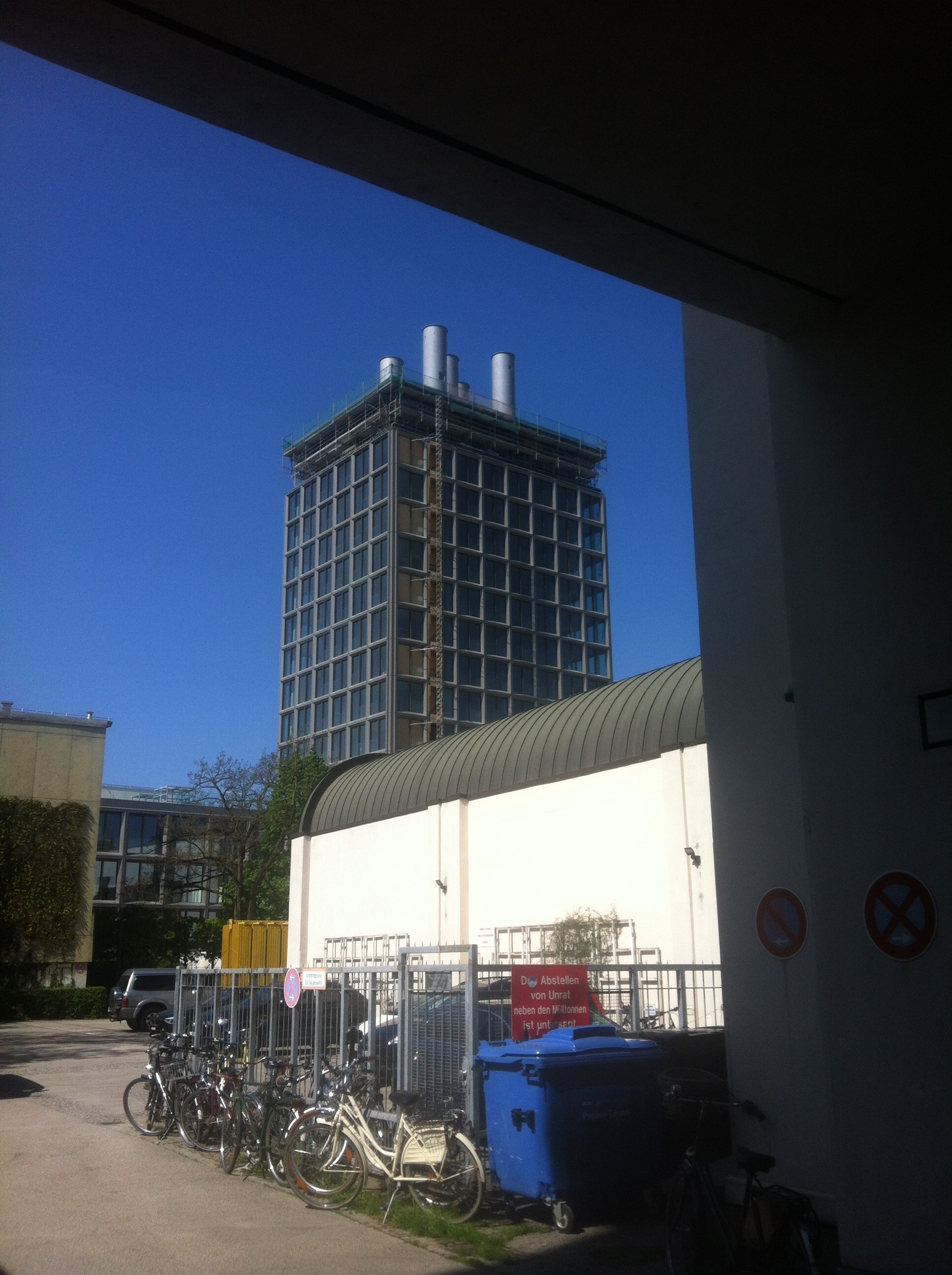
Fernansicht mit Schornsteinen, Mai 2013

The Seven ist eine Luxuswohnanlage im Münchner Gärtnerplatzviertel, Stadtbezirk Ludwigsvorstadt-Isarvorstadt. In einem ehemaligen städtischen Heizkraftwerk entstanden Luxus-Eigentumswohnungen.

## Geschichte
In der Müllerstraße 7 befand sich von 1887 bis 1918 das Luitpold-Gymnasium, dessen Hauptgebäude 1944 nach einem Bombentreffer ausbrannte. Nach dem Zweiten Weltkrieg wurde dort 1955 ein städtisches Heizkraftwerk errichtet, das 2001 aufgrund von Ineffizienz aufgegeben wurde. Das Gelände ist 1,2 Hektar groß und wird durch den 56 Meter hohen ehemaligen Maschinenturm geprägt.
Im Jahr 2007 verkauften die Münchner Stadtwerke das Gelände an die Alpha Invest Projekt. Daraufhin wurden bis auf den Turm alle Nebengebäude abgerissen und 2011 der Grundstein für neue Gebäude gelegt. Geplant waren damals 60 Wohnungen in einem vierstöckigen Atriumbau und 45 Wohneinheiten im umgebauten Turm. Das Richtfest fand Ende Juni 2012 statt. Nach dem Umbau kam es durch die Luxuswohnungen zu einer Debatte über Gentrifizierung. Im Jahr 2013 wurde bekannt, dass Pharma-Unternehmer Wilhelm Beier eine Wohnung gekauft hatte. Der Münchner Gastwirt Dietmar Holzapfel wohnte im 12. Stock und soll fünf Millionen Euro für seine Wohnung bezahlt haben und sie 2022 vermutlich für das Doppelte verkauft haben. Die Stadt München betreibt seit Mai 2014 in der Anlage einen Kindergarten mit Krippe. Das Grundstück dafür soll fünf Millionen Euro gekostet haben; der Kindergarten wurde daher als „teuerster Kindergarten“ in der Stadt bezeichnet.

## Nutzung
Von der früheren Nutzung blieben die markanten fünf Schornsteine erhalten. Am Neubau beteiligt waren die Alpha invest Projekt GmbH sowie die LBBW Immobilien Capital, eine Tochter der Landesbank Baden-Württemberg. Das Objekt wurde von den Berliner Architekten Léon Wohlhage Wernick entworfen.
Auf dem Gelände wurden drei Komplexe in 6.000 Quadratmeter Grünfläche eingebettet: Ein Büro- und Gewerbekomplex entlang der Müllerstraße, ein fünfgeschossiges Atriumgebäude mit etwa 80 Wohnungen sowie der Turm mit schließlich nur 25 großen Luxus-Eigentumswohnungen. Er erhält eine zwei Etagen hohe Eingangshalle mit einem ständig anwesenden Concierge und ein Fitnessstudio. Die Wohnungspreise sollen im Bereich von 6.000 bis 20.000 Euro pro Quadratmeter gelegen haben, was bis zum Fünffachen des damaligen Durchschnittspreises neuer Eigentumswohnungen in der Landeshauptstadt entsprach. In den beiden obersten Etagen entstand ein 700-Quadratmeter-Penthouse mit umlaufender Terrasse und 360-Grad-Sicht, das 14 bis 20 Millionen Euro gekostet haben soll. Laut Medienberichten entstanden dabei „die teuersten Wohnungen der Stadt“.
Die Tiefgarage wird über die Corneliusstraße angefahren. 